# 292 Ludovica
292 Ludovica је астероид главног астероидног појаса са пречником од приближно 32,50 km.
Афел астероида је на удаљености од 2,612 астрономских јединица (АЈ) од Сунца, а перихел на 2,446 АЈ.
Ексцентрицитет орбите износи 0,032, инклинација (нагиб) орбите у односу на раван еклиптике 14,907 степени, а орбитални период износи 1469,746 дана (4,023 године).
Апсолутна магнитуда астероида је 9,50 а геометријски албедо 0,265.
Астероид је откривен 25. априла 1890. године.